# Jean-Paul Auxeméry
Jean-Paul Auxeméry est un poète et traducteur français né le 15 septembre 1947.

## Poésie
- Tombeaux Pagaille, extraits in Le nom du son, Une anthologie Jazz et Poésie, Le Castor Astral, 2024
- SELECTED POEMS, translated by Nathaniel Tarn, World Poetry Books, Storrs, Connecticut, 2021
- Détritus, Estepa Editions, 2020
- Failles/traces,  Flammarion, 2017
- PHAISTOS, texte français, et traduction anglaise de Nathaniel Tarn, kokopelli éditions, 2014
- Mingus, méditations, Estepa Editions, 2011
- Les animaux industrieux, Flammarion, 2007
- Les aphorismes du pire, Le Taillis Pré, 2004
- Codex, Flammarion, 2001
- Es-tu, texte (image : Michel Barzin) Tetraslyre-Lettrimage, 1997
- Parafe, Flammarion, 1995
- le feu l'ombre, Bedou, 1986
- Le Centre de gravité, Bedou, 1984
- L'Abolition de l'esclavage, Le Lumen, 1980
- Distances, et c'est, H.C., 1979

## Récit
- Les Actes d'Hélène, Ulysse Fin de Siècle, 2000

## Traductions
- Ezra Pound, Anthologie classique définie par Confucius, 2nde édition, R&N, 2023
- Hilda Doolittle (H.D.), Hélène en Égypte, édition augmentée d'une biographie, et des Notes préliminaires en vue du Livre 3 du Livre de H.D." de Robert Duncan, Série américaine, Corti, 2022
- James Joyce,Les Bœufs du Soleil, Le Corridor Bleu, 2022
- Ezra Pound, Anthologie classique définie par Confucius,Paris, Pierre-Guillaume de Roux, 2019
- Nathaniel Tarn, Les belles contradictions, Grèges, 2018
- Charles Olson, La vraie vie d'Arthur Rimbaud, Librairie Olympique, 2017
- Michael Heller, Dans le signe, poèmes choisis, traduction collective, Grèges, 2016
- Rachel Blau DuPlessis, Brouillons, Série américaine, Corti, 2013
- Ezra Pound, Quelques lettres d'Ezra Pound, in Les Cantos, Flammarion, 2013
- Nathaniel Tarn, Sur les fleuves de la forêt, Vif Editions, 2012
- Walt Whitman, Perspectives démocratiques, L'extrême contemporain, Belin, 2011
- Clayton Eshleman, Eternity at Domme/L'éternité à Domme, Estepa Editions, 2010
- Charles Olson, Les Poèmes de Maximus, Éditions de la Nerthe, 2009
- Charles Reznikoff, Holocauste, Prétexte, 2007
- Nathaniel Tarn, Chamans et prêtres au Guatemala dans la région du lac Atitlán, Scandales dans la maison des oiseaux, L'Harmattan, 2006
- Charles Olson, Les Martins-Pêcheurs et autres poèmes, Ulysse fin de siècle, 2005
- William Carlos Williams, Korè aux enfers, Virgile, 2002
- Kenneth Koch, Changement d'adresses, L'extrême contemporain, Belin, 2002
- Catulle, Catullus, petit chien, Tristram, 1999
- Clayton Eshlemann, Hadès en manganèse, L'extrême contemporain, Belin, 1998
- Charles Reznikoff, Holocauste, extraits, Espace 34, 1997
- Rachel Blau DuPlessis, Essais, Quatre poèmes, Royaumont/Créaphis, 1997
- Robert Creeley, Echos, Format américain/Un bureau sur l'Atlantique, 1995
- Michael Hartnett, Le chirurgien mis à nu, Royaumont/Créaphis, 1994
- Hilda Doolitlle (H.D.), Le Jardin près de la mer, Orphée/La Différence, 1992
- Hilda Doolitlle (H.D.), Hélène en Égypte, La Différence, 1992
- Hilda Doolittle (H.D.), Fin du tourment, suivi de Ezra Pound, Le Livre de Hilda, La Différence, 1992
- Leslie Scalapino, La foule et pas le soir ou la lumière, Royaumont, 1992
- Títos Patríkios, Altérations, Royaumont, 1991
- Michael Gizzi, Vers d'aigrefin, Royaumont, 1991
- Ezra Pound, Je rassemble les membres d'Osiris , (volume collectif, participation pour la traduction de Femmes de Trachis d'après Sophocle, d'un Canto inédit et de 5 extraits de l'Anthologie Confucéenne), Tristram, 1989
- Charles Olson, Maximus Amant du monde, choix de poèmes, Ulysse fin de siècle, 1988
- Charles Reznikoff, Holocauste, Bedou, 1987

## Entretiens
- Pow Wow, L'atelier de Claude Margat (avec photographies), Médiathèque François-Mitterrand, Poitiers, 2004
- Le pangolin de Confucius, en collaboration avec Pierre Vinclair, Maison de la Poésie, Rennes, 2020.

## Distinctions
- Prix Antonin-Artaud 2008

## Pour approfondir